# CCDC189
CCDC189 (англ. Coiled-coil domain containing 189) – білок, який кодується однойменним геном, розташованим у людей на 16-й хромосомі. Довжина поліпептидного ланцюга білка становить 331 амінокислот, а молекулярна маса — 37 921.
| 10         |  | 20         |  | 30         |  | 40         |  | 50         |
| ---------- |  | ---------- |  | ---------- |  | ---------- |  | ---------- |
| MLNRKTSHFL |  | GMRVQSELEH |  | LSELRREAGK |  | DRSSVHGSAA |  | RTRASVRTQW |
| TTAAAAKADE |  | DPGANLFPPP |  | LPRPRICMWK |  | YLDVHSMHQL |  | EKTTNAEMRE |
| VLAELLELGC |  | PEQSLRDAIT |  | LDLFCHALIF |  | CRQQGFSLEQ |  | TSAACALLQD |
| LHKACIATPL |  | GNVEECYRYF |  | TSVLFCHGVR |  | RPPFSIDLFK |  | EEQLLALEDY |
| VVNTYFRHFK |  | LYKYVFTPQV |  | RLDLSLTYMG |  | LQPPKLWPES |  | ETEKEESKEM |
| EEQAVTPQKE |  | ELETVAPPEP |  | EPSHIHVLRA |  | YIKTQVNKEL |  | EQLQGLVEER |
| LKASEERLSS |  | KLTALERPFQ |  | LPPGKGKSKT |  | K          |  |            |

A: Аланін

C: Цистеїн

D: Аспарагінова кислота

E: Глутамінова кислота

F: Фенілаланін

G: Гліцин

H: Гістидин

I: Ізолейцин

K: Лізин

L: Лейцин

M: Метіонін

N: Аспарагін

P: Пролін

Q: Глутамін

R: Аргінін

S: Серин

T: Треонін

V: Валін

W: Триптофан

Кодований геном білок за функцією належить до фосфопротеїнів. 
Задіяний у такому біологічному процесі, як альтернативний сплайсинг. 